# Charlotte Nordström
Charlotte Astrid Nordström, född 19 november 1963 i Istrums församling, Skaraborgs län, är en svensk politiker (moderat). Hon är ordinarie riksdagsledamot  invald för Västra Götalands läns östra valkrets. och var även riksdagsledamot oktober–november 2006, invald för Västra Götalands läns östra valkrets.
I riksdagen är Nordström ledamot i justitieutskottet och ersättare i konstitutionsutskottet. Tidigare var hon ledamot i socialförsäkringsutskottet 2006 och suppleant i konstitutionsutskottet. Nordström avsade sig uppdraget som riksdagsledamot i november 2006 och till ny ordinarie riksdagsledamot från och med 16 november 2006 utsågs Sten Bergheden.
Åren 2006 till 2013 var Nordström kommunstyrelsens ordförande, och kommunalråd i Skara men valde att avgå då allianssamarbetet lokalt upplöstes sedan Folkpartiet sommaren 2013 röstat för oppositionens budget. Detta sedan oenighet uppstått rörande beslut kring investeringar i skolbyggnader. Hon var även ordförande för kommunala samrådsgruppen i Moderaterna,
Nordström var under åren 2007 till 2014 ordförande i polisstyrelsen, Västra Götaland. Därefter blev hon ledamot i insynsrådet, polisregion Väst.
Sedan 2016 är Nordström VD i Nordströms AB. Efter valet 2018 blev hon regionrådsersättare i Västra Götalandsregionen samt ordförande i regionens Beredning för folkhälsa och social hållbarhet.  Sedan 2020 är Charlotte Nordström ersättare i Europeiska regionskommittén  och 2019-2023 var hon ledamot i Första AP_fondens styrelse.
Nordström erhöll en period omställningsbidrag.